# José de Lacerda
José Caetano de Sousa e Lacerda (Ribeira Seca, ilha de São Jorge, 21 de Julho de 1861 — Estoril, 12 de Julho de 1911), mais conhecido por José de Lacerda, foi um médico, poeta e político açoriano.

## Biografia
José de Lacerda nasceu na freguesia da Ribeira Seca do concelho da Calheta, na ilha de São Jorge. Foi filho de João Caetano de Sousa e Lacerda, um intelectual e importante político local. A família de Lacerda era ao tempo uma das mais antigas e mais influentes da ilha, descendente da velha aristocracia da época do povoamento insular. Foi irmão do maestro Francisco de Lacerda.
Ainda adolescente, foi viver para a cidade de Angra do Heroísmo, na ilha Terceira, onde frequentou o Liceu de Angra do Heroísmo. Concluídos os seus estudos secundários, partiu para Lisboa, onde se matriculou na Escola Médico-Cirúrgica de Lisboa, actual Faculdade de Medicina da Universidade de Lisboa, onde se formou em 1893.
A sua tese de fim de curso, publicada em 1895 com prefácio de Sousa Martins, colocou-o na área da psiquiatria, especialidade que ocuparia toda a sua carreira profissional. Ainda sobre temática médica, e mais uma vez na área psiquiátrica, publicou em 1901 uma obra então considerada como de grande interesse científico, com destaque para o seu estudo sobre o Mal de Niver, à época considerado como um ensaio de referência na então denominada patologia social.
Exerceu clínica em Lisboa, como médico do Hospital de São José, a partir de 1903, ganhando reputação como psiquiatra com conhecimentos científicos.
Nas eleições gerais de 1901, na fase final da Primeira Campanha Autonomista Açoriana, foi eleito deputado às Cortes pelo círculo de Angra do Heroísmo, integrado nas listas do Partido Regenerador. Participou activamente nos trabalhos parlamentares da legislatura de 1902 a 1904, fazendo no início da legislatura um longo discurso que publicaria com adendas e interessante informação sobre os Açores. O discurso, pronunciado na sessão parlamentar de 2 de Abril de 1902, recebeu grandes encómios por parte de Ernesto Rodolfo Hintze Ribeiro.
Seguindo a tradição familiar, José de Lacerda cedo se revelou como um poeta e escritor de mérito, escrevendo uma larga obra poética, a maior parte da qual deixada inédita. Considerado um homem de grande sensibilidade artística, um espírito superior, vibrátil produziu poesia veemente e sonhadora.
A sua poesia não obedecendo rigorosamente aos cânones do simbolismo não pode ser classificada como parnasiana, antes tipificando uma transição entre o Parnaso e o Simbolismo. Apesar disso, a sua principal obre poética, Flor de Pântano é um livro acima do banal, mas nunca obteve o aplauso da crítica literária, sendo em geral descartada como poesia científica, à conta das expressões médicas contidas nalguns dos poemas.
Para além da sua obra poética e científica, deixou colaboração dispersa por diversos periódicos, com destaque para o jornal A Justiça (1891-1893), publicado nas Velas, ilha de S. Jorge, onde publicou regularmente. Também teve colaboração relevante na colectânea Quinquagenário – 1858-1908 – Cinquenta anos de actividade mental de Teófilo Braga, publicada em 1908, pela Antiga Casa Bertrand, obra promovida por uma Comissão Executiva de que faziam parte: Marques Braga, Afonso Lopes Vieira, Magalhães Lima, Agostinho Fortes, Mayer Garção, Botto Machado, Álvaro Afonso Barbosa, Frederico Parreira, Urbano Rodrigues e Heliodoro Salgado. Também se encontra colaboração da sua autoria no semanário Ilustração Luso-Brasileira  (1856-1859).
Em 1907 encomendou ao arquitecto Álvaro Augusto Machado o projecto para a sua residência de veraneio e o Bairro das Roseiras, que não ficou concluído, no Alto do Estoril.
Tal como o seu irmão Francisco de Lacerda, José de Lacerda faleceu aos 50 anos depois de uma longa e debilitante luta contra a tuberculose pulmonar. Foi sucessivamente casado com Dorothea e Estefânea Pereira da Silveira e Sousa, filhas do grande proprietário e deputado jorgense Joaquim José Pereira da Silveira e Sousa, ambas falecidas muito jovens, também vítimas da tuberculose.

## Principais obras
- 1888 — Hecatombe, a propósito do incêndio do teatro Baquet. Lisboa.
- 1889 — Flor de Pântano. Lisboa: M. Gomes.
- 1891-1893 — Lupercais (inédito).
- 1895 — Os neurasténicos. Esboço de um estudo médico e filosófico. Lisboa: M. Gomes (tese de licenciatura, com prefácio de José Tomás de Sousa Martins).
- 1895 — Bíblia Íntima (inédito).
- 1901 — Esboços de Patologia Social e ideias sobre Pedagogia Geral. Lisboa: José A. Rodrigues.
- 1902 — Algumas palavras sobre interesses açorianos pronunciadas na Câmara dos Deputados e ampliadas depois, com ligeiras notas a respeito do parlamentarismo português, e sobre a origem geológica, a situação geográfica, o clima, a flora, a fauna terrestre e marítima, o descobrimento, a colonização e a navegação do arquipélago dos Açores. Lisboa: Livraria Rodrigues e Co.